# Colette Deblé
Colette Deblé est une peintre française née le 8 janvier 1944 à Coucy-lès-Eppes. Elle vit et travaille à Paris. Elle est surtout connue pour ses essais plastiques visuels, dans lesquels elle effectue un travail de citation et de représentation des femmes. Ses questions sur le visible l’ont amenée à travailler et à publier avec des philosophes et poètes, parmi eux Jean-Joseph Goux, Jacques Derrida, Joachim Sartorius  et Michel Butor.

## Biographie
Colette Deblé fait ses études à l’École des Beaux-Arts de Reims et à l’École nationale supérieure des Beaux-Arts de Paris. En parallèle, elle commence à travailler comme maquettiste, puis comme auteur à partir des années 1970 ; elle écrit et illustre des livres pour enfants. En 1973, elle publie son premier ouvrage, L’Édit, le Dix, le Dit, avec un texte de Bernard Noël.
Elle expose ses premières œuvres dès 1976. Cette première phase de création est notamment marquée par un travail qu’elle intitule « boîtes-fenêtre », dans lesquelles elle modifie le regard, réinterprétant les notions d’extérieur et d’intérieur. Dans les années 1980, elle réalise ce qu’elle nomme des « portraits schizo-bigleux », qui décomposent la perception, avant de jouer avec la matière, transformant la vue par des coulures qui traversent ses peintures. 
À partir de 1990, Colette Deblé entame une œuvre de longue haleine : un essai plastique autour de la représentation des femmes à travers une série de citations artistiques. Elle interroge ainsi la place de la femme dans l’histoire et dans l’art et souligne l’importance de la filiation. Par les dessins au lavis et par des grandes silhouettes de femmes découpées dans de grandes toiles peintes, Colette Deblé explore une nouvelle vision du féminin.
Ses œuvres sont l’objet de nombreuses expositions dans le monde. Une peinture découpée est exposée de manière permanente à la Gemäldegalerie de Dessau (Allemagne).

## Œuvres
À partir de 1990, Colette Deblé décrit son projet artistique en ces termes :

« A-t-on jamais tenté d'explorer par des seuls moyens plastiques l'histoire de l'art ou l'un de ses aspects, comme le font l'historien et l'essayiste à l'aide de l'écriture. Mon projet est de tenter, à travers une infinité de dessins, de reprendre les diverses représentations de la femme depuis la préhistoire jusqu'à nos jours afin de réaliser une analyse visuelle des diverses postures, situations, mises en scène. »

L’œuvre de Colette Deblé porte sur la représentation des femmes dans l’histoire de l’art. Colette Deblé extrait des œuvres d’art, sous forme de silhouette, les femmes qui y sont représentées. Par ce biais, elle pose la question de la filiation, « données à voir une seconde fois, une renaissance » : le procédé libère les apparitions féminines de leur mise en scène originale et des fonctions sociales qui y sont associées. Ainsi, Colette Deblé veut montrer « ce qui reste de toutes celles qui furent là et sans qui nous ne serions pas là ». 
Dans son essai sur les lavis de Colette Deblé, Jacques Derrida souligne que la manière de citer de Colette Deblé se distingue de la citation textuelle par le fait que l’artiste « donne naissance à un autre corps » parce qu’elle ne se limite pas à reprendre l’original. Margarete Zimmermann argumente, à son tour, que la focalisation sur la représentation de personnages féminins permet à Colette Deblé de créer une nouvelle Cité des Dames, inspirée de celle de Christine de Pizan, femme de lettres médiévale que Colette Deblé a d’ailleurs représenté  dans une série de lavis. 
L’œuvre de Colette Deblé se compose d’essais plastiques visuels que l’on peut présenter en cinq catégories :

### L’œuvre de jeunesse
Au début de son œuvre, Colette Deblé crée la série des boîtes-fenêtre et les peintures en coulure. Dans les deux cas, la vue sur le motif est obstruée, dans le premier cas par des grilles et les châssis des fenêtres, dans le second par une pluie de coulures qui créent un scintillement de couleurs. Les femmes ont déjà une place prépondérante dans cette première phase de l’œuvre, soit sous la forme de représentations de femmes camouflées derrière les fenêtres, soit comme autoportraits dans lesquels l’artiste tourne le dos au spectateur. 

### Les lavis
Technique privilégiée par Colette Deblé à partir des années 1990, le lavis permet à l’artiste d’approfondir son travail de citation. Elle sort les corps de femmes d’œuvres d’art de toutes époques et de toutes civilisations, pour les recréer dans des dessins à l’encre. Elle y élimine tout décor. Elle ne retient que les membres du corps, qui ainsi apparaissent parfois incomplets ou lacunaires. De l’encre noire, Colette Deblé passe peu à peu à la couleur, d’abord monochrome puis polychrome, sans pour autant conserver les couleurs de ses modèles. Elle cherche ainsi à susciter une nouvelle expérience visuelle chez le spectateur.

### Livres d’artiste
Dès les années 1970, Colette Deblé a coopéré avec des écrivains comme Michel Butor, Jacques Henric, Bernard Noël, Joachim Sartorius, et construit une œuvre où le texte est le plus souvent accompagné de lavis et de dessins. Dans ses livres, Colette Deblé prend soin de la mise en page, faisant dialoguer image et texte, garantissant une grande lisibilité de l’écrit. Beaucoup de ses livres d’artiste se présentent sous une forme créative : ainsi Pléiades, de Suzanne Auerbach, peint par Colette Deblé, est un livre triangulaire qui se déplie en étoile à six branches.
Les peauésies de l’Adour prennent dans ce contexte un rôle singulier : il s’agit de manuscrits inédits, souvent uniques ou qui n’existent qu’en trois ou douze exemplaires, et qui se composent d’une grande feuille semi-transparente de 120 x 80 cm, pliée en huit pour obtenir des cahiers de 30 x 40 cm. Sur la feuille, l’artiste produit des citations artistiques de représentations de femmes en lavis, accompagnées des textes de poètes, écrivains ou philosophes en langues diverses, du suédois avec Birgitta Trotzig, à l’allemand avec Joachim Sartorius en passant par l’arabe avec Chawki Abdelamir ou l’hébreu avec Israël Eliraz. 

### Peintures découpées
À partir de la fin des années 1990, Colette Deblé réalise ses premières peintures de femmes en grand format. Il s’agit de toiles découpées, en suivant la forme de silhouettes féminines, sans châssis et sans cadre, peintes de manière mono- ou bichrome. Colette Deblé ajoute aux pigments des paillettes qui créent une structure rugueuse et scintillante. Les peintures découpées atteignent souvent une longueur d’environ deux mètres et sont présentées, selon les recommandations de l’artiste, à même le mur. Les grandes dimensions et l’exposition libre des silhouettes conduit Jean-Joseph Goux à mentionner la « sacralité » de telles représentations. L’artiste cherche ainsi à créer des silhouettes féminines qui reprennent des représentations à travers les époques et les pays. Libérées, ces silhouettes semblent ainsi flotter ou s’envoler à travers l’espace de l’exposition. 

### Boîtes
À côté des boîtes-fenêtres de son œuvre de jeunesse, Colette Deblé continue à produire des boîtes qui contiennent « des trésors d'enfance, petits animaux, rubans, fleurs, couleurs et des lavis qui prolongent l'essai plastique ». Elle se sert dans la plupart des cas de boîtes de chocolat qu’elle remplit avec des objets divers et qu’elle referme avec un verre. Les éléments divers entrent ainsi en dialogue dans une boîte qui fait l’office de cadrage et ouvre une fenêtre à un univers illogique dont la signification doit être élucidée par le spectateur .

## Expositions

### Expositions personnelles (choix)
- In Szene gesetzt : Frauenbilder in der Kunst, Predigerkirche, Thüringer Museum Eisenach 2019
- Citations picturales de Christine de Pizan, 10e Colloque international « Christine de Pizan », Université Sorbonne Nouvelle (Paris 3), 2019
- Eine Hommage an Frauen aus Weimars Vergangenheit, Galerie Schloss Ettersburg, 2018
- Camille Claudel e Antonia Pozzi, (ensemble avec des œuvres de Sergio Floriani et des photographies d’Antonia Pozzi et Donato Aquaro), Novara 2017
- Scrittura, arte, vita: Camille Claudel, Séverine, Antonia Pozzi, Centro sociale dell’ex ospedale psichiatrico di Quarto-Genova, Gênes 2016
- Lavis en boîtes, Galerie des femmes – Antoinette Fouque, Paris 2016
- Ne sont-elles qu’images muettes et regards qu’on ne comprend pas ?, Médiathèque, Montbéliard 2014
- Femmes de Courbet, Ferme de Flagey, Doubs 2012-2013
- Mujeres en suspensión o La Historia citada, Museu Molí Paperer, Capellades 2011
- Des femmes s’envolent, Médiathèque, Issy-les-Moulineaux 2010-2011
- Damenwahl : Die Macht der Frauen. Eine Französin entdeckt Sachsen-Anhalt, une exposition en huit villes de la Saxe-Anhalt (Allemagne) :
  - Anhältische Gemäldegalerie Dessau (Orangerie), Dessau 2009
  - MDR-Landesfunkhaus Sachsen-Anhalt, Magdeburg 2009
  - Evangelische Domschule St. Martin (Orangerie)/Marienkirche am Dom, Naumburg/Saale 2009
  - Schlossmuseum, Quedlinburg 2009
  - Das Gleimhaus, Halberstadt 2009-2010
  - Altmärkisches Museum im Katharinenkloster, Stendal 2010
  - Stadtbibliothek « Brigitte Reimann », Burg 2010
  - Krypta und St. Michaeliskapelle im Dom/Willi-Sitte-Galerie/Kunststiftung ben zi bena, Merseburg 2010
- Les femmes de Saint-John Perse, Fondation Saint-John Perse, Cité du livre, Aix-en-Provence 2008
- L’Agenda 2008. Lavis de Colette Deblé, Galerie des femmes, Paris 2007-2008
- Louise Michel, Les Temps Modernes, Orléans 2005
- Les Dames de toile, Le Préau des Accoules, Musée des Enfants, Marseille 2004
- L’Arsenal des Femmes, L’Arsenal, Musée de Soissons, Soissons 2004
- Peintures-lavis, Mairie du IVe, Paris 2004
- Les Putéoliennes, Palais de la culture, Puteaux 2004
- Femmes dessinées d’après l’œuvre de Félix Arnaudin, Pierre Toulgouat, Émile Vignes, Écomusée de la Grande Lande, Sabres 2003
- Quinze regards de Colette Deblé, Bibliothèque Almeida-Garret, Porto 2001
- Femmes dessinées, Peintures, Galerie Jean-Louis Breux, Houston 2001
- La traversée des images, Galerie La Hune, Paris 1999
- Prégnances, Leeds University, Leeds 1998
- C’est l’âge d’or, Musée d’Art russe, Kiev 1998
- Colette Deblé : Feminino Plural, une exposition dans sept villes du Portugal, 1997 
  - Maison-Musée Bissaya-Barreto, Coimbra
  - Camara Municipal, Évora
  - Salle H. de Beauvoir, Aveiro
  - Institut franco-portugais, Lisbonne
  - Institut français, Porto
  - Musée Carlos-Machado, Ponta Delgada (Les Açores)
- Bibliothèque nationale Széhényl, Budapest 1997
- Femmes dessinées, Galerie Ammar Farhat, Sidi Bou Saïd 1996
- Getekende vrouwen, gewassen tekeningen, Musée de la commanderie Saint-Jean, Nimègues 1996
- Femmes dessinées, Musée de l’hospice Saint-Roch, Issoudun 1996
- Prégnances, Institut culturel français, Dresde 1995
- Images de la femme dans l’art universel, Galerie nationale des Arts, 1994
- Prégnances, Daout Pasin Aman Musée, Skopje 1994
- Prégnances, Institut français/Centre Vafopoliou, Thessalonique 1993
- Rétrospective, La Galerie, Paris 1992
- Peinture : …et c’est en nous une rumeur cherchant à voir…, Area, Paris 1992
- Colette Deblé, peintre, Maison des arts et loisirs, Laon 1989
- Musée municipal, Galerie des Beaux-Arts, Rochefort-sur-Mer, 1983
- Fenêtres en boîte. Galerie Convergence, Nantes, 1980
- Fenêtres en boîte. Dessins, Galerie Athanor 1979
- Galerie Isy Brachot, 1978
- Galerie Obliques, Paris 1976

### Collections publiques
- Beauvais, Conseil général
- Champagne-Ardennes, Frac
- Cholet, Musée de Cholet
- Dessau (Allemagne), Anhaltische Gemäldegalerie Dessau
- Eisenach (Allemagne), Thüringisches Museum
- Kiev (Ukraine), Musée d’art russe
- Klagenfurt (Autriche), Musée Robert Musil
- Issoudun, Musée de l’hospice Saint-Roch
- Istanbul (Turquie), Institut français
- Laon, Ville de Laon
- Marseille, Musée des enfants
- Montargis, Musée Girodet
- Paris, Musée d’Art moderne
- Paris, Galerie des femmes
- Paris, Bibliothèque Nationale de France
- Picardie, Frac
- Ponta Delgada (Les Açores), Musée Carlos-Machado
- Reims, Bibliothèque Carnegie
- Soissons, Musée de l’Arsenal
- Toulon, Musée d’Art de Toulon

## Publications (choix)

### Écrits de Colette Deblé
- Fougères, Area, coll. « Initiale », Paris 1987
- Quelque chose de très doux, POL, Paris 1990
- Partie de dominos, Écriture, Paris 1993
- La Même Aussi, Æncrages & Co, coll. « Oculus », Baume-les-Dames, 2010
- Garder un pied dehors, Æncrages & Co, coll. « Lyre », Baume-les-Dames, 2011
- Femmes de Courbet, avec Michel Butor, Æncrages & Co, coll.« Écri(peind)re », Baume-les-Dames, 2012

### Livres d'artiste
- Suzanne Auerbach, Pléiades, Les Petits Hors Classiques du Grand Pirate, Chelles, 1996
- Michel Butor, Don Juan en Occitanie, Æncrages & Co, Baume-les-Dames, 2006
- Roland Chopard, Éclats de roses, Æncrages & Co, Baume-les-Dames, 1989
- Georges Coppel, Ptit Chap, Bernard-Gabriel Lafabrie, Paris, 2020
- Yves Jouan, Antigone Piétà, Æncrages & Co, Baume-les-Dames, 2017
- Bernard Noël, L’Édit, le Dix, le Dit, 15 exemplaires sur Arches avec dix gravures de Colette Deblé, H.C., Paris 1973
- — Le livre de Coline, Fata Morgana, Saint-Clément de Rivière, 1973
- Joachim Sartorius, Albiguttatus, Les petits Classiques du Grand Pirate, Chelles, 1999
- Peauésies de l’Adour (choix) :
  - Nedim Gürsel, Gün, manuscrit en turc
  - Israël Eliraz, Ce qui est passé ici est encore ici. Il y a un moment, c’est le moment, manuscrit en hébreu
  - Mohammed Bennis, Une dame retrouve sa main. Des étoiles sur le chemin vers les restes, manuscrit en arabe
  - Birgitta Trotzig, Anima I et II, manuscrit en suédois
  - Joachim Sartorius, Vier Gedichte, manuscrit en allemand
  - Marc Le Bot, Petite mythologie pour Colette Deblé, manuscrit en français

### Catalogues et monographies
- Jean-Joseph Goux, Défloraisons, Editions La Différence, Paris 1992.
- Jacques Derrida, Prégnances. Sur quatre lavis de Colette Deblé, Brandes, s.l. 1993.
- Jean-Joseph Goux, Femmes dessinées, Éditions Dumerchez-L’Heur de Laon, Creil, 1994.
- Jacques Henric, Boudu sauvé des dos. Sur 25 dessins de Colette Deblé. Bernard Dumerchez, Reims, 1995.
- Mohammed Bennis, Anti-Journal de la Métaphore, bilingue (arabe et français), éditions Jean Michel Place, Paris, 1995.
- Joachim Sartorius, Les Meilleures nuits. Lavis de Colette Deblé, Préface de Bernard Noël, Æncrages & Co, Baume-les-Dames, 2010.
- Louis Dire, Qu'est-ce que ça raconte, éditions Æncrages & Co, Baume-les-Dames, 2011.
- Georges Coppel/Colette Deblé, L’Îsle aux femmes, L’Œil du Griffon, Paris, 2012.
- Philippe Lacoche/Colette Deblé, Les Boîtes, éditions Cadastre8Zéro, Amiens, 2014.
- James Sacré, Ne sont-elles qu’images muettes et regards qu’on ne comprend pas ?, éditions Æncrages & Co, Baume-les-Dames, 2014.
- Michel Butor, Jeux de dames, Æncrages & Co, Baume-les-Dames, 2018.
- Claire Nancy, Euridipe et le partie des Femmes, éditions rue d’Ulm, Paris, 2016.
- Françoise Pitt-Rivers, Bestiaire de Fons, Le passage, Paris, 2019.

### Filmographie
- 1980 : La Fée des croisées, INA, 21‘34“
- 2002 : Entrée « Colette Deblé », Encyclopédie audiovisuel de l’art contemporain, 12‘ référence en ligne
- 2009 : Colette Deblé, entre-deux, Université de Lille 3, 2009, 22‘11“  en ligne